# Euplexia nyassana
Euplexia nyassana là một loài bướm đêm trong họ Noctuidae.